# Γ-氨基丁酸受体
γ-氨基丁酸受体（英語：GABA receptor，简称GABA受体）是抑制性神经递质γ-氨基丁酸的受体，主要分为三类：γ-氨基丁酸A受体、γ-氨基丁酸B受体、γ-氨基丁酸C受体。其中A和C受体是离子型受体，偶联氯离子通道，被激活后可以使得氯离子内流，从而导致细胞過极化；而B受体是代谢型受体，偶联G蛋白偶联受体，抑制腺苷酸环化酶)，导致钾离子外流，也使得细胞過极化。